# Championnat de Tunisie masculin de handball 1971-1972
Navigation
Saison précédente Saison suivante
La saison 1971-1972 du championnat de Tunisie masculin de handball est la 17e édition de la compétition.
Elle est marquée par la domination écrasante de l'Espérance sportive de Tunis renforcée par deux recrues, Fawzi Sbabti et Naceur Jeljeli. Il n'a pas été nécessaire de faire appel à Faouzi Ksouri qui poursuit ses études en France. Il dispute uniquement le match des huitièmes de finale de la coupe contre le Club africain et la finale contre la Zitouna Sports. L'Espérance sportive de Tunis remporte facilement le doublé championnat-coupe, en gagnant tous ses matchs, avec 18 points d'avance sur le second, l'Association sportive des PTT dont les jeunes Ridha Zitoun, Maher Ben Ghachem et Mohamed Klaï alias Lassoued brillent, et 23 points sur un Club africain en décadence. La rétrogradation touche l'Étoile sportive du Sahel alors que l'avant-dernier, la Zitouna Sports, réussit à se maintenir en remportant un match de barrage contre le dauphin de la deuxième division, le Club sportif des cheminots.

## Clubs participants
| - Espérance sportive de Tunis - Club sportif de Hammam Lif - Association sportive des PTT - Étoile sportive du Sahel - Club africain - Stade nabeulien | - Zitouna Sports - Al-Hilal - Sporting Club de Moknine - Association sportive de handball de l'Ariana - Club olympique des transports - Association sportive d'Hammamet |

## Compétition

### Classement
Le barème de points servant à établir le classement se décompose ainsi :
- Victoire : 3 points
- Match nul : 2 points
- Défaite : 1 point
- Forfait : 0 point

|    | Équipe                                       | Pts | J  | G  | N | P  | Bp  | Bc  | Diff |
| -- | -------------------------------------------- | --- | -- | -- | - | -- | --- | --- | ---- |
| 1  | Espérance sportive de Tunis (T, C)           | 66  | 22 | 22 | 0 | 0  | 382 | 211 | 171  |
| 2  | Association sportive des PTT                 | 48  | 22 | 11 | 4 | 7  | 292 | 271 | 21   |
| 3  | Club africain                                | 43  | 22 | 9  | 3 | 10 | 294 | 267 | 27   |
| 4  | Club sportif de Hammam Lif                   | 43  | 22 | 8  | 5 | 9  | 300 | 326 | -26  |
| 5  | Association sportive d'Hammamet (P)          | 42  | 22 | 8  | 4 | 10 | 265 | 283 | -18  |
| 6  | Stade nabeulien                              | 42  | 22 | 8  | 4 | 10 | 261 | 268 | -7   |
| 7  | Sporting Club de Moknine                     | 42  | 22 | 9  | 2 | 11 | 246 | 265 | -19  |
| 8  | Al-Hilal                                     | 41  | 22 | 8  | 3 | 11 | 276 | 280 | -4   |
| 9  | Association sportive de handball de l'Ariana | 41  | 22 | 9  | 1 | 12 | 275 | 283 | -8   |
| 10 | Club olympique des transports (P)            | 41  | 22 | 8  | 3 | 11 | 316 | 357 | -41  |
| 11 | Zitouna Sports                               | 40  | 22 | 8  | 2 | 12 | 260 | 293 | -33  |
| 12 | Étoile sportive du Sahel                     | 39  | 22 | 6  | 5 | 11 | 267 | 322 | -55  |

|  | Champion de Tunisie 1971-1972                                                                |
|  | Relégation directe en deuxième division                                                      |
|  | (T) Tenant du titre (C) Vainqueur de la coupe de Tunisie (P) Club promu de deuxième division |

### Deuxième division
Le Widad Montfleury Diffusion, dont l'entraîneur est Abderrahman Hammou (joueur à l'Espérance sportive de Tunis), accède directement en division nationale alors que son dauphin, le Club sportif des cheminots, échoue en barrages.
| Classement | Équipe                                  | Points |
| ---------- | --------------------------------------- | ------ |
| 1          | Widad Montfleury Diffusion              | 61     |
| 2          | Club sportif des cheminots              | 57     |
| 3          | Club athlétique bizertin                | 55     |
| 4          | El Makarem de Mahdia                    | 54     |
| 5          | Stade tunisien                          | 51     |
| 6          | Sogitex Ben Arous                       | 50     |
| 7          | El Baath sportif de Béni Khiar          | 47     |
| 8          | Association sportive militaire de Tunis | 34     |
| 9          | Club sportif sfaxien                    | 42     |
| 10         | Union sportive des transports de Sfax   | 41     |
| 11         | Union sportive monastirienne            | 40     |
| 11         | Avenir sportif de La Marsa              | 40     |
| 13         | Jendouba Sports                         | 30     |
| 14         | El Menzah Sport                         | FG     |

### Troisième division
Quatre poules évoluent en troisième division. Les barrages d'accession donnent le classement suivant et consacrent les deux premiers :
- Jeunesse sportive omranienne : 9 points
- Club sportif de Sakiet Ezzit : 7 points
- Tunis Universitaire Club : 5 points
- Jeunesse sportive kairouanaise : 3 points

## Champion
- Espérance sportive de Tunis
  - Entraîneur : Saïd Amara
  - Effectif : Moncef Besbes et Khaled Boussaada (GB), Mounir Jelili, Tahar Cheffi, Mohamed Ali Makni, Hamadi Zoghlami, Fawzi Sbabti, Faouzi Ksouri, Abderrahman Hammou, Habib Touati, Moncef Ben Othman, Naceur Jeljeli, Mohamed Soudani, Rachid Younsi, Tahar Boulaares, Abdelkrim Abbes, Habib Chemima, Fethi Jaafar